# Jüdisches Landschulheim Coburg
Das Jüdische Landschulheim Coburg entstand nach 1933 in der Hohen Straße 30 in Coburg aus einem Internat, das der Prediger Herrmann Hirsch nach dem Ersten Weltkrieg für jüdische Jungen gegründet hatte, die vom Land kamen und in der Stadt eine weiterführende Schule besuchten. Es ist eins der drei in den 1930er Jahren in Deutschland existierenden Jüdischen Landschulheime.

## Hermann und Berta Hirsch in der Zeit bis 1933
Hermann Hirsch (* 19. Juni 1885 in Hanau – † 29. Januar 1942 in Pardess Chana) besuchte nach dem Abitur von 1906 bis 1910 das Musik-Institut in Koblenz und lässt sich zusätzlich noch zum Religionslehrer ausbilden. Seine erste Anstellung als Lehrer findet er in Andernach, bevor er 1914 Prediger der Israelitischen Kultusgemeinde in Coburg wird.
Zu dieser Zeit war Hermann Hirsch bereits mit Berta Daniel (* 16. Mai 1891 in Bendorf – † 1972) verheiratet, die aus einer wohlhabenden jüdischen Kaufmannsfamilie stammte. Aus der Ehe gingen zwei Töchter hervor:
- Leonore („Lore“, * 24. August 1915 in Bendorf) hat in Coburg das Gymnasium besucht und ging 1933 nach Holland. Von hier aus wanderte sie 1934 über die Schweiz nach Palästina aus. Sie wurde in Jerusalem zur Lehrerin ausgebildet und war mit einem in Palästina geborenen Mann verheiratet.[4] Kurzzeitig hat sie wohl auch als „Haustochter“ im Internat des Vaters gearbeitet.[6]
- Esther (* 1920 in Coburg) besuchte von 1937 bis 1939 die Ecole Superieure de Commerce in Lausanne. In einer Anzeige in der Jüdischen Rundschau stellte sich diese Schule folgendermaßen dar: „Staatsschule mit Handelsdiplom und Maturität. Alle modernen Unterrichtsfächer und Sprachen. Töchter-Abteilung. Dreimonatige Kurse mit achtzehn Stunden Französisch wöchentlich. Mäßiges Schulgeld. Auskunft erteilt der Direktor Prof. Ad. Weitzel.“[7]
Als Esther Hirsch hier ihr Abschluss-Diplom erhielt, waren ihre Eltern bereits nach Palästina ausgereist, und um ihnen folgen zu können, musste sie eine Scheinehe mit einem Mann eingehen, der einen palästinensischen Pass besaß. Dies gelang durch die Vermittlung ihrer Schwester.[4]
 Esther arbeitete zunächst zusammen mit ihren Eltern in dem von Clara Weimersheimer gegründeten Kinderdorf »Meschek Jeladim« in Pardess Chana, bevor sie für einige Zeit nach Tel Aviv und Jerusalem ging. Aufgrund der Krankheit ihres Vaters und dessen anschließendem Tod kam sie 1942 wieder nach »Meschek Jeladim« zurück. Clara Weimersheimer schloss 1944 das Kinderheim, worauf Berta und Esther Hirsch ihre Arbeit im Kinderheim Neve Hayeled in Naharija fortsetzten. Esther lernte hier ihren Mann Gideon Hirschfeld kennen und gründete ein Jugend-Blasorchester.[8][9][10]

Am 26. Januar 1915 wird Hermann Hirsch zum Kriegsdienst im Ersten Weltkrieg einberufen und im anschließenden Frühjahr in Frankreich eingesetzt. Er diente zunächst bei der Infanterie und wurde dann Feldprediger für die jüdischen Soldaten der 9. Landwehr-Division.

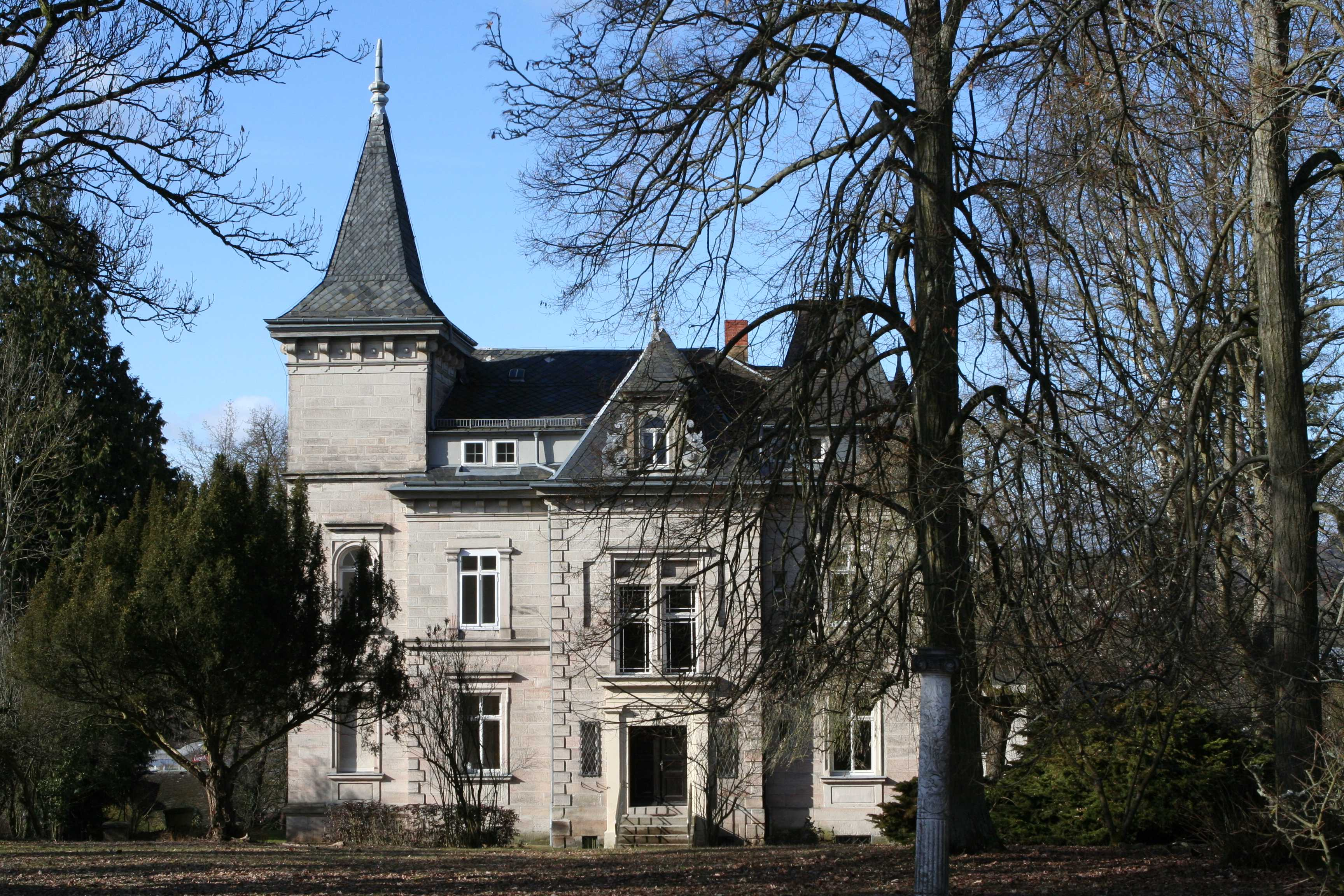
Haus Hohe Str. 30, Coburg

1917 kehrte Hermann Hirsch aus dem Krieg zurück und gründete das Internat Prediger Hirsch. Ob sich dieses Internat bereits in der Hohe Straße 30 (Coburg) befand, ist unklar. Hermann Hirsch wurde im Januar 1919 Eigentümer der repräsentativen Villa.
Das Internat sollte Knaben vom Lande eine Heimstatt bieten, die in Coburg eine weiterführende Schule besuchten. Der Schulbetrieb des Internats scheint sich bis 1933 weitgehend auf den durch Hirsch erteilten Religionsunterricht beschränkt zu haben. Dafür spricht auch, dass Hirsch weiterhin als jüdischer Religionslehrer an Coburger Schulen unterrichtete. Außerdem war er bis 1933 als Musikkritiker für das Coburger Tageblatt tätig und war Mitglied des Jugendamtasusschusses und des Wohlfahrts-Hauptausschusses der Stadt Coburg. Sowohl als Journalist als auch als Kommunalpolitiker geriet Hirsch von Mitte der 1920er Jahre in zunehmendem Maße ins Kreuzfeuer der Nationalsozialisten.

Am 26. März 1926 forderte die Stadtratsfraktion der NSDAP Hermann Hirschs Ausschluss von seinen kommunalpolitischen Ämtern:

„Wir sehen in der Mitwirkung eines Juden im Jugendamt-Ausschuß eine große Gefahr für die Entwicklung unserer Jugendbewegung und eine Herausforderung und Beleidigung aller Deutschen. Ganz abgesehen davon, daß auch zahlenmäßig für die in Koburg wohnenden Juden, die vielfach erst vor einigen Jahren nach Deutschland eingewandert sind und noch nicht einmal die deutsche Staatsangehörigkeit besitzen, kein Anrecht besteht, einen Vertreter in den Jugendamt-Ausschuß zu entsenden. Das Gleiche gilt für den Wohlfahrts-Hauptausschuß. Es ist geradezu eine Verhöhnung der deutschen Bevölkerung, wenn ein Vertreter der jüdischen Rasse, die das deutsche Volk in dieses grenzenlose soziale Elend hineingestürzt hat, dem Wohlfahrts-Hauptausschuß angehört.“

Dem Begehren der NSDAP wurde nicht stattgegeben, doch die Angriffe gingen weiter. Ende Oktober 1926 hatte Hermann Hirsch eine harte Kritik im Coburger Tageblatt über die Aufführung der Oper Der Evangelimann von Wilhelm Kienzl im Landestheater Coburg verfasst. Diese Kritik führte zu einer erneuten scharfen Attacke der NSDAP im Coburger Stadtrat, vorgetragen von deren Fraktionsvorsitzendem Franz Schwede, der später Oberbürgermeister der Stadt wurde: 

„Diese Kritik, die nicht nur ein Faustschlag in das Gesicht des deutschen Komponisten ist, sondern auch eine Verhöhnung der den ‚Evangelimann‘ äußerst günstig kritisierenden größten deutschen Künstler bedeutet, hat in den weitesten Kreisen der Coburger Bevölkerung große Empörung und Entrüstung hervorgerufen. Es ist in der Bevölkerung nicht unbekannt, daß sich hinter dem mit ‚H‘ zeichnenden Kritiker des Coburger Tageblattes der Jude Hirsch verbirgt. So fühlen sich gerade ganz besonders die Besucher des Theaters, die gerade bei der Aufführung des fraglichen Stückes allgemein hochbefriedigt und auf das Äußerste ergriffen waren, durch die Kritik des Juden in ihrem deutschen Empfinden tief gekränkt und beleidigt. Diese Kritik ist dazu angetan, alles was dem deutschen Volk in seiner Kunst und in seinem Empfinden heilig ist, verächtlich zu machen. Sie bedeutet vor allem aber eine Herabsetzung und damit auch eine schwere wirtschaftliche Schädigung unseres so hart mit seiner Existenz ringenden Theaters.“

Hirsch kann sich dieser Anfeindung noch erwehren. Er schreibt eine weitere Kritik über die zweite Aufführung des Stückes, in der er dieser ein besseres Gelingen als bei der Premiere attestiert. Gerade dies wiederum nimmt ihm Schwede übel und unterstellt ihm „bestimmte Gründe“ bei der Abfassung seiner ersten Kritik an dem Stück. Der Stadtrat, der die erste Kritik als „Entgleisung“ seitens des Kritikers verurteilte, lehnte ein weiteres Vorgehen gegen Hirsch, wie von der NSDAP gefordert, jedoch ab.
Schwede blieb auch im Juli 1929 mit einem Versuch erfolglos, Hirschs Wiederwahl in den Wohlfahrts-Hauptausschuß zu verhindern, doch im März 1933 zählt Hirsch zu den ersten Opfern der Judenverfolgung in Coburg. Er kann sich zwar einer Verhaftung anlässlich einer Hausdurchsuchung durch die Flucht nach Bayreuth entziehen, er wird aber aufgespürt, verhaftet und nach Coburg zurückgebracht. Er wird für eine Woche inhaftiert, misshandelt und am Ende gezwungen, eine Erklärung abzugeben, dass den Juden in Coburg kein Leid geschehen sei.

## Die Jüdische Schule zwischen 1933 und 1938
Das Haus der Familie Hirsch entwickelte sich nach der nationalsozialistischen Machtergreifung zwangsläufig zum Zentrum des jüdischen Lebens in Coburg. Nachdem der Coburger Stadtrat bereits im September 1932 auf Drängen der NSDAP die Nutzung der Nikolauskapelle als Synagoge gekündigt hatte, fand deren endgültige Schließung am 16. März 1933 statt. Hirsch richtete darauf die Diele seines Hauses als Betraum her, in dem bis zum Novemberpogrome 1938 die religiösen Feiern der verbliebenen Juden stattfanden.

Das Internat aber blieb bestehen und sollte zu einer höheren Lehranstalt ausgebaut werden, wie aus einer Anzeige Hirschs in der Jüdischen Rundschau vom 7. November 1933 hervorgeht.

„Vielfachen Wünschen aus allen Teilen des Reiches Rechnung tragend haben wir uns entschlossen, unser Institut nicht zu verlegen. Es wird vielmehr in eine höhere Lehranstalt auf gemeinnütziger Grundlage ausgebaut. Die Internatspreise sind so gestaffelt, daß möglichst jeder in der Lage sein soll, sein Kind – es werden Knaben und Mädchen aufgenommen – diese Schule besuchen zu lassen. Lehrfächer sind u. a. Französisch, Englisch, Neuhebräisch, Religionslehre, Wirtschaftskunde, Kulturgeschichte, Naturlehre, Länderkunde, Sport, Handfertigkeit (Handwerke in praktischen Übungen, Gartenbau, für Mädchen auch Hauswirtschaft). Die Jugend lebt hier in einem herrlichen Heim völlig ungestört und frei in fröhlicher Gemeinschaft.“

Die äußeren Voraussetzungen seiner Schule beschreibt er ausführlich in der Anstaltssatzung vom 7. Mai 1935. Dort ist von einem stattlichen Heim in einem 7.000 m² großen Park die Rede, das mit „allen neuzeitlichen gesundheitlichen Einrichtungen versehen [sei]. Spiel- u. Turnplätze geben den Schülern Gelegenheit zu sportlicher Betätigung. Im Nutzgarten sollen sie zur Gartenarbeit angeleitet werden.“
Im April 1934 wurden von Hirsch und zwei weiteren Lehrkräften 15 Schüler privat unterrichtet, und ab dem Schuljahr 1934/35 war die eigentlich inoffizielle Schule die einzige Schule für die vom Besuch der staatlichen Schulen ausgeschlossenen jüdischen Kinder Coburgs. Seinem Gesuch vom April 1934 um Genehmigung einer Umwandlung seines Internats in eine Privatschule stellte sich die Stadt Coburg allerdings entgegen, weil sie insbesondere durch eine höhere Schule den Zuzug auswärtiger jüdischer Kinder befürchtete. Die Regierung von Oberfranken setzte sich über diese Bedenken teilweise hinweg. Sie genehmigte die Einrichtung einer privaten Volksschule, untersagte aber die Einrichtung einer höheren Schule. So, wie das Jüdische Landschulheim Herrlingen offizielle nie eine jüdische Schule sein durfte, durfte Hirschs also keine höhere Schule werden. Sie „blieb – entgegen seiner Absicht und womöglich sogar der tatsächlich geübten Praxis – bis zum Schluß offiziell lediglich eine private jüdische Volksschule, der zwei ‚Fortbildungsklassen‘ angegliedert waren.“

### Erziehungsziele und Aufgaben der Erziehung
Hirsch wirbt auch im Jahre 1936 noch ausschließlich mit dem Begriff „Internat“ für seine Schule und verweist auf dessen Existenz seit 1917. Dessen Klassifizierung als „Landschulheim“ scheint überwiegend auf Hildegard Feidel-Mertz zurückzugehen, die damit auch die Schule in Coburg in eine reformpädagogische Traditionslinie einzureihen versucht: „Jener – beste – Teil der reformpädagogischen Traditionen, der sich mit dem Nationalsozialismus nicht vertrug, konnte außer in den ‚Schulen im Exil‘ paradoxerweise am ehesten noch unverfälscht in den nun erst sich etablierenden jüdischen Landschulheimen fortgeführt und mit den Anforderungen an eine spezifisch jüdische Erziehung verbunden werden. […] Die von den Verhältnissen geforderte neuartige jüdische Erziehung leisteten – Joseph Walk zufolge – neben Herrlingen vor allem die Landschulheime in Caputh und Coburg.“ Die „jüdische Reformpädagogik“, zu der Feidel-Mertz die Verbindungslinien zieht, sind die Jacobsonschule in Seesen und die Samson-Schule in Wolfenbüttel. Auf eben diese beiden nicht mehr existierenden Einrichtungen bezieht sich auch Hirsch in seinem Beitrag aus dem Jahre 1936 für die Jüdische Rundschau. Anders als in seinen Anzeigen benutzt er in diesem Artikel auch den Begriff Schulheim und verweist damit zumindest indirekt auf eine Beziehung zu den Landerziehungsheimen.

Hirsch reklamiert für sich, bereits bei der Gründung seines Internats den durch die Schließung der Jacobsohnschule und der Samson-Schule verwaisten „Gedanken eines jüdischen Schulheims“ wieder aufgegriffen zu haben.

„Veranlassung dazu gab damals vor allem die Tatsache, daß zu Ende des Krieges und in der Nachkriegszeit (Inflation!) die Erziehungsmöglichkeit und die Erzeiehungsfähigkeit des Elternhauses sehr problematisch geworden war. Es trat eine Lockerung des Familienlebens an sich ein, eine Erschütterung der Begriffe, der Beziehungen zum Nebenmenschen, zur Religion, zum Judentum, so daß man mit Recht um die Zukunft der heranwachsenden Jugend in Sorge war. Vor allem schien die städtische Jugend gefährdet. Die wirtschaftlichen Anormalitäten zeitigten Verhältnisse, die für die Jugend außerordentlich ungesund waren.
Gewissenhafte und besorgte Eltern suchten daher ihre Kinder in einen gesunden Lebenskreis zu verpflanzen und ergriffen mit Freuden die Gelegenheit dieses neuen Schultyps in Koburg, wo der Lebensstil durch keine äußere Konjunktur beeinflußt werden konnte und wo vor allem der erzieherische und persönliche Einfluß der Ausgangspunkt aller Erfolge auf weite Sicht sein konnte.“

Dieser als Antwort auf die schwierigen Verhältnisse nach dem Ersten Weltkrieg verstandenen Gründungsidee stellt Hirsch nun eine völlig andere Aufgabe zur Seite: Die Erziehung junger Menschen, die „als Juden etwas leisten“ wollen. Es sind nicht mehr die gefährdeten Jugendlichen der früheren Zeit, die es zu erziehen gilt, sondern Jugendliche mit einer „geraden, jüdischen Haltung und unentwegtem jüdischen Willen“, „die bei aller inneren und äußeren Freiheit durchaus diszipliniert Selbstzucht üben“.
Hirschs Beschreibung des neuen Schülertyps, mit dem er es 1936 zu tun gehabt haben will, setzen voraus, dass diese Kinder und Jugendlichen bereits voll die seit 1933 veränderte politische und gesellschaftliche Situation für sich selbst erfasst und internalisiert hatten. Wie weit das tatsächlich der Realität entsprach, muss dahingestellt bleiben, aber immerhin zitiert auch Fromm einen ehemaligen Schüler von 1937, der über das Verhalten in der Öffentlichkeit und damit eventuell verbundene Zwischenfälle bekundet: „Ich erinnere mich zwar an keine Zwischenfälle, aber als 12jähriger und nach viereinhalb Jahren Hitlerregime wußten wir ja, wie man sich ›dünne macht‹.“
Hirsch sah in seinen Schülern „Kinder, die früher die Arbeit scheuten, die sie jetzt lieben und als ethisches Prinzip in ihr Leben stellen“. Ihnen will er die besten „Möglichkeiten zur geistigen und körperlichen Ausbildung“ bieten und dabei „die früher so hervorstechende Differenzierung zwischen körperlicher und geistiger Ausbildung“ überwinden. Hirsch sagt es in diesem Zusammenhang nicht explizit, aber seine Betonung der Arbeit und der körperlichen Ausbildung können auch als ein Bekenntnis zur Vorbereitung der Kinder und Jugendlichen auf eine Auswanderung verstanden werden, obwohl – oder gerade weil – das Thema Auswanderung zu dem Zeitpunkt innerhalb der jüdischen Verbände noch sehr kontrovers diskutiert wurde. Ein Jahr früher, in seiner „Anstaltssatzung“, war er da noch wesentlich eindeutiger: „Die Schüler sollen einst mit gestähltem Willen und ungebrochener Tatfreude in die berufliche Laufbahn übertreten. Die jetzt vielfach in Aussicht genommene, spätere Übersiedelung nach Palästina soll in Unterricht und Erziehung besonders berücksichtigt werden.“ Dem dient vor allem der Werkunterricht, in dem Tischler- und Malerkurse angeboten werden.

Was für Hirsch, den Fromm als einen vom liberalen Judentum geprägten Prediger mit toleranter Glaubensauffassung charakterisiert, aber in seinem Erziehungskonzept unabdingbar war, war dessen jüdische Fundierung:

„Der oberste Grundsatz aber ist und bleibt, daß in dieser Gemeinschaft jüdisch gelebt, jüdisch gefeiert, Judentum erforscht und geistig wie seelisch erobert wird. Hier wird starkes, jüdisches Bewußtsein zur Selbstverständlichkeit.“

Für Hirsch bedeutet dies allerdings keine zwanghafte Vermittlung religiöser Werte. In einem Interview für die CV-Zeitung vom 30. Januar 1936 führt er aus:

„Ich kenne nur positiv[e] jüdische Arbeit, bei der jede Gruppenbildung aufhören muß; die Jugend soll sich erst über jede der bestehenden Richtungen ein Urteil bilden können, ehe sie eine Entscheidung trifft. Das schließt nicht aus, daß die Schüler den verschiedensten Bünden angehören: die lebendige Anteilnahme an jeder großen Idee bringt Kräfte mit, die sich in der Gemeinschaft bildend auswirken und eine glückliche Synthese fördern. Und in rein religiöser Hinsicht? Ich würde nie ein Kind zwingen, den Gotterdienst, der ein festgesetzter Teil des täglichen Lebens ist, zu besuchen; aber ich habe es noch nicht erlebt, daß ein Schüler sich ausschließen möchte – im Gegenteil: die Ehrfurcht vor der Religion und ihren Gesetzen und Gebräuchen ist in meiner Jugendgemeinschaft außergewöhnlich groß. Judentum – Religion, Geist, Weltanschauung – greifen eng ineinander, beispielsweise in den Pressestunden, die ich wöchentlich gebe und in denen ich die gesamte jüdische Presse mit meinen Schülern bespreche.“

### Schüler
Auf eine frühe Schülerin, noch aus der Zeit vor der Umwandlung des Internats in die Jüdische Schule, macht der spätere Lehrer Rudolf Kaufmann (siehe unten) aufmerksam. Er wohnte am 19. Oktober 1935, dem Tag an dem Adolf Hitler in ein neues Coburger Kriegerdenkmal einweihte, einer Filmvorführung in der Schule bei:

„Heute nachmittag wird große Aufregung herrschen, denn es wird ein Film im Hause vorgezeigt, ›Die Elf Teufel‹, ein Fußballfilm mit Gustav Fröhlich, dem ich ja gleichen soll, und der blonden Evelin Holt, die eigentlich Edith Sklarz heißt und vor Jahren in diesem Pensionat hier gelebt hat. Man hat das Bild von ihr, wie sie hier als kleines Schulmädchen war, umkränzt und aufgehängt. Da es ein stummer Film ist, so werden unsere Hausmusiker die Begleitung ausführen. Coburg selbst hat heute auch seine Aufregung. Denn ›der Führer‹ ist hier, um ein Denkmal einzuweihen.“

Wann und wie lange Edith Sklarz im sich in Coburg aufhielt, ist nicht überliefert; auch steht ihr von Kaufmann überlieferter Aufenthalt auch in Widerspruch, dazu, dass das Internat eigentlich Knaben vorbehalten sein sollte. Dies wird für die späteren Jahre auch noch einmal in der Anstaltssatzung vom 7. Mai 1935 für die Jüdische Schule festgeschrieben, in der die Zielgruppe der Schule wie folgt definiert wird:

„Aufgenommen werden Knaben vom 5. Schuljahr an aufwärts. Dieselben müssen körperlich gesund und geistig normal sein. Mädchen können zum Schulbesuch zugelassen, nicht aber ins Schülerheim aufgenommen werden. Unbemittelten Mädchen oder Knaben aus der Stadt Coburg kann das Schulgeld ganz oder teilweise erlassen werden.“

Es handelte sich demnach nicht um ein koedukatives Landschulheim, sondern allenfalls um einen koedukativen Unterricht, was zumindest der Satzung nach dem Besuch der Schule für Mädchen von außerhalb Coburgs ausschloss. Ob in der Paraxis auch so verfahren wurde, oder die Satzung nur formal die Auflagen der Regierung von Oberfranken wiedergibt, muss offenbleiben.
Auch von den Schülern der Jüdischen Schule sind nur wenige Namen überliefert:
- Peter Forchheimer (* 17. März 1924 – † 13. Oktober 2011 in Atlanta)
- Franz Forchheimer (* 25. oder 26. Januar 1926 – † 30. August 2000 in Columbus (Ohio))
- Anne Forchheimer (* 28. November 1927, verheiratete Rubin)

Die Geschichte dieser drei lässt sich anhand von Dokumenten im United States Holocaust Memorial Museum (USHMM) rekonstruieren. Die Eltern der drei Geschwister sind die Eheleute Emil (* 24. Juli 1890 in Gemünden am Main) und Bertha Forchheimer (* 28. Mai 1897 in Gotha als Bertha Kaiser). Sie heirateten 1922.
Als die Kinder nach der nationalsozialistischen Machtergreifung aus den öffentlichen Schulen vertrieben wurden, wechselten und Anne und Frank in die Jüdische Schule von Hermann Hirsch. Peter Forchheimers Entwicklung verlief offenbar abweichend von der seiner Geschwister – zumindest wird für ihn nichts über den Besuch der Jüdischen Schule berichtet. Er feierte 1937 seine Bar Mitzwa und wurde von seinen Eltern aus Furcht, er könne in ein Zwangsarbeitslager gebracht werden, zu Verwandten in Alpine (Texas) geschickt. Vater Emil Forchheimer wurde während der Novemberpogrome 1938 zusammen mit anderen jüdischen Männern verhaftet und in ein Konzentrationslager geschickt. Nach seiner Freilassung Ende 1938/Anfang 1939 ging er nach England. Ihm folgte im Februar 1939 Sohn Franz (der sich später Frank nannte) mit einem Kindertransport; Anne folgte im Mai 1939 ebenfalls mit einem Kindertransport. Im Juli 1939 verließ Bertha Forchheimer als letzte Deutschland. Die gesamte Familie wanderte im April 1940 in die Vereinigten Staaten ein und vereinigte sich dort mit Sohn Peter. Sie ließen sich in Columbus (Ohio) nieder, wo Vater Emil ein Großhandelsunternehmen für Spielzeug gründete. Peter Forchheimer diente später in der US-Army und verhörte deutsche Kriegsgefangene. In Coburg erinnern Stolpersteine an die Familie Forchheimer.
Die Geschwister
- Ruth Forchheimer (* 8. Juli 1923 in Coburg) und
- Robert Forchheimer (* 6. Januar 1925 in Coburg)

stammen aus der Ehe von Max Forchheimer (* 13. Oktober 1884 in Adelsberg – † 25. September 1977 in Cleveland (Ohio)) und seiner Frau Helen (* 21. Februar 1899 in Südafrika, geborene Krämer – † 4. November 1964 in Cleveland). Nach der Hochzeit im Jahre 1921 lebte das Paar in Coburg. Dort in der Nähe betrieb Max Forchheimer eine Möbelfabrik, derentwegen er sich häufig im Ausland aufhielt.
Ab 1936 war den beiden Kindern der Besuch einer öffentlichen Schule nicht mehr möglich, und sie besuchten deshalb zwei Jahre lang die Jüdische Schule von Hermann Hirsch. Als dies ihren Eltern 1938 zu gefährlich erschien, wurden die beiden Kinder vorübergehend auf eine amerikanische Schule in Berlin geschickt, bevor sie im Herbst 1938 nach Holland flüchten konnten, wo sie in einem Flüchtlingslager Unterkunft fanden. Im Dezember 1938 fand sich auch Mutter Helen in diesem Lager ein, während sich Max Forchheimer zu dieser Zeit in Schweden aufhielt. Ende August 1939 konnte Helen Forchheimer zusammen mit ihren beiden Kindern in die Vereinigten Staaten einreisen. Sie ließen sich in Cleveland nieder, wohin dann auch Max Forchheimer folgen konnte.
Ruth Forchheimer heiratete am 17. März 1946 Herbert Kraus aus Demmelsdorf. Robert hat in Cleveland Wirtschaft studiert und anschließend als selbstständiger Buchhalter gearbeitet. Er ist seit dem 14. August 1952 mit einer Amerikanerin verheiratet.
Mit dem Schiff fuhr Ruth Kraus zusammen mit ihrer Mutter und ihrem Bruder nach Cleveland, Ohio, wo sie ab Ende 1939 lebte. Am 17. März 1946 heiratete sie Herbert Kraus aus Demmelsdorf.
Wenn man davon ausgeht, dass alle jüdischen Kinder spätestens ab 1935 keine andere Möglichkeit mehr hatten, als die Jüdische Schule zu besuchen, dann gibt es nach der Liste der Stolpersteine in Coburg mindestens noch zwei Personen, die die Schule besucht haben müssten:
- Walter Lewy (* 14. April 1928) und
- Lotte Sander (* 1924)

Über ihr Schicksal ist wenig bekannt: Walter Lewy wurde am 27. November 1941 nach Riga deportiert und dort ermordet; Lotte Sander ist 1939 die Flucht in die USA gelungen.

Den nur wenig bekannten Schülern steht die reale Entwicklung der Schülerzahlen gegenüber.

„Bereits nach dem ersten Schulhalbjahr erweisen sich die Räumlichkeiten im Gebäude von Hermann Hirsch als zu eng. Das Nachbargebäude, das Margarethe Schütz gehört, einer aus Abscheu vor den Nazis in die Schweiz aus gewanderten Coburgerin, wird von Hirsch gemietet, kurz darauf erwirbt er das Haus. Im zweiten Schulhalbjahr, das im Oktober 1935 beginnt, steht es bereits als Schulgebäude zur Verfügung. Die Schülerzahl steigt im Oktober 1935 von 28 auf 42 an. Sämtliche Klassenräume sind von nun an in dem neuen Gebäude untergebracht. Das Haus Hohe Straße 30 dient jetzt nur noch als Schülerheim für die auswärtigen Schüler.“

Am 1. April 1936 werden 17 Schüler der 8. Klasse entlassen. Für das Schuljahr 1936/37 melden sich nahezu alle in Coburg wohnhaften jüdischen Schüler in der Jüdischen Volksschule an. Die Schülerzahlen sind auch in den Folgejahren steigend:

Mai 1935: 28

Okt. 1935: 42

Okt. 1936: 60, davon 16 aus Coburg

Okt. 1937: 54, davon 14 aus Coburg

Okt. 1938: keine Zahlen mehr bekannt.
Der Entwicklung der Schülerzahlen korrespondieren ständige Versuche der Stadt, den Schulbetrieb zu unterbinden. Ein probates Mittel hierfür sind baupolizeiliche Auflagen. In zähen Auseinandersetzungen kann Hirsch sich dagegen behaupten, wobei er häufig die Regierung von Oberfranken auf seiner Seite weiß.

### Lehr- und sonstiges Personal
So wenige Informationen über die Schüler der Jüdischen Schule vorliegen, so wenig direkte Informationen gibt es auch über das dort beschäftigte Personal. Fromm erwähnt einen „Hausmeister Bauer“ sowie eine namenlose Englisch- und Französischlehrerin und einen ebenfalls namenlosen Studienassessor für naturwissenschaftliche Fächer.

Auf einer Webseite, die das Schicksal der jüdischen Menschen aus der südthüringischen Standt Themar beschreibt, gibt es einen Hinweis auf Bella Wertheimer (* 1890 – † 1942), die in der Küche des Landschulheims gearbeitet hat:

„So blieb bei Ausbruch des Zweiten Weltkriegs nur noch Bella in Deutschland. Seit 1935 arbeitete sie in der Küche in der ‚Hohen Str. 30‘, dem Internat für jüdische Jungen von Hermann Hirsch. Ob sie hoffte, nach Holland zu ziehen, um sich ihrem Mann Milton anzuschließen, oder vielleicht nach Amerika zu fliehen, unterstützt von ihrem Bruder Julius, wissen wir nicht. Am 9. November 1938 wurde die jüdische Schule, in der sie lebte und arbeitete, zerstört, der Schuldirektor verhaftet und nach Buchenwald geschickt und die Schule geschlossen. Bella verließ Coburg am 7. März 1939, und wir finden sie zwischen den Städten Marisfeld/Themar und Meiningen hin und her ziehend. Als die Nazis im Oktober 1941 die Auswanderung stoppten, war ihr Schicksal besiegelt. Am 10. Mai 1942 wurde Bella in Meiningen aufgegriffen und nach Weimar und weiter ins Ghetto Bełżyce gebracht. Sie gilt als ‚verschollen‘ – ‚verschwunden‘. Bella war 52 Jahre alt.“

Auf der schon mehrfach zitierten Webseite Forum Jüdische Schule Coburg (siehe Weblinks) und in der Datenbank des Bayerischen Lehrer- und Lehrerinnenverbands e.V. finden sich Informationen über die folgenden Lehrerinnen und Lehrer der Jüdischen Schule:
- Dietrich Edel, „Institut Hirsch bis März 1937, dann Lehmannschule Berlin“[27] Bei der „Lehmannschule Berlin“ handelte es sich um die Joseph-Lehmann-Schule, die im Gebäude der Zentralen Orthodoxen Synagoge Berlin untergebracht war.
- Peter Martin Gottheimer (* 15. Oktober 1919 in Breslau – † 1. Februar 2000 in Petaluma): „Der ledige Sportlehrer Peter Martin Gottheimer stammte aus Breslau und war vom 26. Juli 1937 bis 9. Oktober 1937 in Coburg gemeldet. Er arbeitete und wohnte im Internat Hirsch. Anschließend meldete er sich wieder nach Breslau ab.“[28]
- Ludwig (Louis) Kaufmann (* 25. Mai 1889 in Würzburg), Studienrat i. R. (Gymnasiallehrer)[29] „Vermutlich von September 1935 an war Ludwig Kaufmann Lehrer im Knabenpensionat der Predigers Hermann Hirsch in Coburg“, vermutlich aber nur bis Mitte 1937. Er unterrichtete noch an mehreren Orten, bevor er am 3./4. April 1942 in das Ghetto Piaski deportiert und an einem unbekannten Ort ermordet wurde.[30]
Ludwig Kaufmann[31] wurde in Würzburg als Sohn des Kaufmannes Hayum Joseph Kaufmann (* 1851 in Fechenbach – † 1914 in Würzburg) und dessen Frau Bella (geborene Schwab, * 1856 in Rimpar – 1939 Würzburg) geboren und wuchs hier auch auf. Er studierte an der Universität Würzburg und legte die Prüfung für das Lehramt an Gymnasien ab. Kaufmann wurde in Würzburg promoviert, doch ist das Thema seiner Dissertation nicht bekannt.
Am Ersten Weltkrieg nahm er als Infanterist und wurde dreimal verwundet. 1919 ging er als Studienrat nach Regensburg und engagierte sich dort auch in der jüdischen Gemeinde. Im Dezember 1926 kandidierte er für die Gemeindevorstandswahlen auf der konservativ-jüdischen Liste Vereinigung Jüdisch-Religiöse Mittelpartei und rechtsstehende Liberale Juden.[32]
Vom 1. September 1931 bis zum 31. März 1934 unterrichtete Ludwig Kaufmann am Bad Windsheimer Progymnasium.[33] Aufgrund des Berufsbeamtengesetzes (BBG) durfte er an einer staatlichen Schule nicht mehr unterrichten und wurde am 1. November 1934 zwangsweise in den Ruhestand versetzt.
Über Amberg und Frankfurt am Main kam Ludwig Kaufmann schließlich an die Jüdische Schule in Coburg. Während dieser Zeit wurde er auch Mitglied des Jüdischen Lehrervereins in Bayern.[34]
Nach seiner Zeit in Coburg war Ludwig Kaufmann von August 1937 bis Mai 1938 Lehrer an der „Israelitischen Präparandenschule Talmud Thora“ (Präparanden- und Bürgerschule / Handels- und Bürgerschule) in Burgpreppach.[35] Im Mai 1938 zog er weiter nach München, von wo aus er nach dem Novemberpogrom vom 6. Dezember 1938 bis zum 14. November 1939 in das KZ Dachau verbracht wurde. Nach seiner Freilassung dort verblieb er offenbar in München, von wo aus er dann am 3./4. April 1942 in das Ghetto Piaski deportiert und an einem unbekannten Ort ermordet wurde.
Der unverheiratete Ludwig Kaufmann hatte zwei Schwestern: Eva (* 29. Juli 1883 in Würzburg) und Meta (* 27. Dezember 1884 in Würzburg). Beide wurden am 27. November 1941 von Würzburg aus nach Riga deportiert und danach ermordet. Weder in Würzburg noch in München erinnern Stolpersteine an das Schicksal der Geschwister Kaufmann.[36]
- Rudolf Kaufmanns Lebensgeschichte ist im
→ Hauptartikel: Rudolf Kaufmann ausführlich dargestellt. Hier folgen ein paar Ergänzungen zu seiner Zeit an der Jüdischen Schule im Anschluss an Reinhard Kaisers Rekonstruktion von Kaufmanns Leben in dem Buch Königskinder – Eine wahre Liebe.[37]
Anfang Oktober 1935 hatte Rudolf Kaufmann auf eine Zeitungsanzeige hin zwei Stellenangebote erhalten: als Assistent bei einem Professor in Berlin und als Turnlehrer in der Schule von Hermann Hirsch. Was den Ausschlag für die letztere Stelle gab, sagt er nicht, doch am 15. Oktober 1935 trat er die Stelle in Coburg an. Formal qualifiziert hierfür war er, der promovierte Geologe, aufgrund eines fünf Jahre zurückliegenden Turnlehrerexamens, gemacht „nur aus Übermut, hätte nie gedacht, wozu es gut sein sollte“.[38] Kurz nach seiner Ankunft in Coburg, am 19. Oktober 1935, beschreibt er seiner Freundin Ingeborg Magnusson in Stockholm seine ersten Eindrücke: „Das Haus ist sehr schön in einem großen Park gelegen. Der Leiter ist ein recht netter Mensch. Ich werde außer Turnen noch Geographie, Biologie, Physik und Zeichnen geben. Es unterrichten noch zwei andere Lehrer. Es sind zusammen 43 Schüler, alles nette, frische Jungens und Mädchen. Ich werde außer freier Wohnung und Essen und Waschen noch 65,00 Rmk. im Monat verdienen. Das ist besser als gar nichts. Die Schüler haben mich alle gleich gern gewonnen. Dabei bin ich doch so ein wilder, brutaler Mann!!!!“[39]
Rudolf Kaufmann fühlt sich angekommen und angenommen und gibt kurze Zeit darauf weitere Einblicke in seinen Arbeitsalltag. „Von früh bis spät bin ich in Bewegung. Dafür ist es auch eine Arbeit, die mir Freude macht. Man kann soviel Gutes für die kleinen Menschenkinder tun. Sie haben hier richtig eine Heimstätte. Vor mir haben sie alle einen Heidenrespekt. Jeden Abend beim Schlafengehen muß ich kontrollieren 1.) ob die Sachen gut hingelegt sind, 2.) ob die Fingernägel rein sind, 3.) ob die Füße sauber sind, 4.) ob die Ohren sauber sind. Das habe ich eingeführt. Ich gelte als Muster der Ordnung, ausgerechnet ich, der ich zu Hause ein Muster der Unordnung war …“[40]
Rudolf Kaufmann reist mit der Fußballmannschaft der Schule zu einem Turnier nach Nürnberg und macht alleine Ausflüge zu Sehenswürdigkeiten des Frankenlands. Er albert mit den Schülern herum, wird aber immer wieder mit der harten Realität außerhalb des Biotops Jüdische Schule konfrontiert: „Fast alle Eltern der Schüler müssen ihre Geschäfte zu Schleuderpreisen verkaufen. Das geht immer so weiter.“[41]
 An Weihnachten 1935 besucht ihn Ingeborg Magnusson, doch er möchte nicht mit ihr in Coburg bleiben, „denn Coburg ist eine zu große Kleinstadt. Ich möchte aus bestimmten Gründen nicht zu sehr ins Gerede kommen.“[41] Anfang Januar 1936 verabschiedet er sich von seiner Schwester, die zusammen mit ihrem Mann nach Palästina ausreiste. Auch er sah für sich diese Möglichkeit auf sich zukommen, obwohl „ich mich als Deutscher fühle“. Er begann Hebräisch zu lernen und sah für sich, den evangelisch getauften Juden, „Lebensmöglichkeiten nur noch […] im Judentum“.[42]
 Trotz seiner Anerkennung in der Schule setzte sich bei ihm die Erkenntnis durch, dass er auf Dauer nicht Lehrer sein wollte. Er hatte sich 1936 als stellenloser Forscher bei der Notgemeinschaft deutscher Wissenschaftler im Ausland in London registrieren lassen und seine Qualifikationen wie folgt beschrieben: „KAUFMANN, Dr. Rudolf, Researcher; b[orn] [19]o9, single. (English, French, Italian, Spanish, Danish, Norwegian, Swedish.) 1932/33: Researcher Geologisch-Paläontologisches Institut, Greifswald University; 1933: Researcher Copenhagen University; 1934: Researcher Istituto di Geologia, Bologna University. SPEC[iality]: Palaeontology; Microtectonics; Ontogeny. Unpl[aced].“[43]
Darauf zurückzuführende Angebote sind nicht überliefert, wie auch seine Versuche, Mitarbeiter von Sven Hedin zu werden, ergebnislos blieben.[44] Kaufmann lehnte aber ein Angebot ab, Lehrer am Landschulheim Florenz zu werden, und hofft eher auf eine Anstellung am Internat Kristinehov, da er dort näher bei Ingeborg Magnusson hätte sein können.[45]
Doch vorerst geht die Arbeit in Coburg weiter. Im April 1936 beginnt ein neues Schuljahr. Kaufmann kann viel im Freien unterrichten: Turnen, Zeichnen, Naturkunde, genießt die Wissbgierde seiner Schüler, treibt auch selber aktiv Sport und unternimmt abends mit seinem Kollegen Dietrich Edel Geländeläufe in die Umgebung.[46] Für die Sommerferien, den August 1936, plant er eine längere Reise zu Ingeborg Magnusson nach Stockholm. Doch diese Reise wird er nicht mehr antreten: Er wurde Ende Juli wegen Verstoßes gegen die Paragraphen 2 und 5 des Gesetzes zum Schutz des Blutes und der deutschen Ehre festgenommen. Er kam ins Zuchthaus, wurde zur Zwangsarbeit verpflichtet, und konnte danach nach Litauen gehen. Hier wurde er von einem deutschen Soldaten als Jude denunziert und erschossen.
- Henry Mendel (* 3. Februar 1898 in Wunstorf – † 22. Oktober 1968 in Leeds), Dr., Studienassessor, Institut Hirsch 1938.[47] Über Henry Mendel gibt es weitere Informationen aufgrund eines längeren Artikels, den ein ehemaliger Schüler der Woodhouse Grove School, einer unabhängigen, koedukativen, Tages- und Internatsschule in der Nähe von Leeds, über ihn geschrieben hat.[48]
Henry Mendels Großvater besaß ein Textilgeschäft, in dem Henry nach der Schule eine Ausbildung beginnen sollte. Er tat das auch, konnte sich dann aber doch mit seinem Wunsch durchsetzen, in Göttingen Mathematik zu studieren.
Das Studium wurde durch den Militärdienst im Ersten Weltkrieg unterbrochen. Danach setzte er sein Studium mit neuen oder weiteren Fächern fort, vermutlich in Hamburg, wo 1929 seine Dissertation entstand: Die seismische Bodenunruhe in Hamburg und ihr Zusammenhang mit der Brandung.[49] Nach dem Ende des Studiums habe Henry Mendel in Köln an einer Schule unterrichtet und eine Kollegin geheiratet. Diese Kollegin, deren Namen Roger Davy nicht nannte, war Dr. Alice Mendel (* 28. September 1903 als Alice Weil in Dirmstein – † 9. November 1993 in Leeds).
Über die weiteren Jahre liegen keine Erkenntnisse mehr vor. Erwähnt wurde schon, dass er 1938 an die Jüdische Schule in Coburg kam, doch ist unklar, ob er dort oder an einem anderen Ort vom Novemberpogrom 1938 überrascht wurde. Roger Davy sagt aus, Henry Mendel sei in deren Verlauf verhaftet, vier Wochen später aber wieder freigelassen worden. Seiner Frau habe ihn ermutigt, sofort nach England zu fliehen, was er auch getan habe. Seine Schwiegermutter, seine Frau und seine Tochter Rachel blieben zurück, konnten aber kurz vor dem Ausbruch des Zweiten Weltkrieges in die Schweiz fliehen, wo sie bis 1946 bei Verwandten bleiben konnten. Sie kamen dann auch nach England.
Henry Mendel ging 1938 nach Newcastle, wo er zunächst bei einem befreundeten Professor bleiben konnte. Er zog dann in ein Wohnheim mit anderen Flüchtlingen vom Kontinent und wurde von dort an Pfingsten 1940 als feindlicher Ausländer in ein Internierungslager auf der Isle of Man gebracht. Bis Oktober 1941 blieb er im Lager.
Nach seiner Freilassung konnte Henry Mendel in Yorkshire unterrichten, wo er in Kontakt zum damaligen Leiter der Woodhouse Grove School kam. Dieser stellte ihn als Lehrer für die Fächer Physik und Chemie ein.
Roger Davy, der 1949 als Schüler an die Woodhouse Grove School kam, schildert Henry Mendel als eine sehr engagierten Lehrer, der auch außerhalb des Unterrichts interessante Vorträge gehalten habe. Er sei zudem ein sanfter Mensch gewesen, was aber von seinen Schülern nicht unbedingt gewürdigt worden sei: „Jetzt in viel reiferen Tagen bedauere ich, dass wir nicht mehr Respekt vor einem Mann hatten, der, wenn wir ihm mehr Gelegenheit gegeben hätten, so viel mehr mit uns geteilt hätte. Wir waren nicht wirklich schlecht, aber in unseren widerspenstigen jungen Tagen wussten wir nicht zu schätzen, welches Wissen er uns zuteil werden ließ.“[50]
Henry Mendel verließ 1959 die Woodhouse Grove School; er unterrichtete aber weiterhin am Leeds Polytechnic und Mathematik für die Mädchen der Oberstufe am St Mary's College in Leeds.[51]
Für Henry und Alice Mendel sowie vermutlich für deren Tochter Rachel wurden in der Postrstraße 5 in Freiburg im Breisgau Stolpersteine verlegt (siehe: Liste der Stolpersteine in der Altstadt von Freiburg im Breisgau). Nähere biografische Details und die Beziehungen der Mendels zu Freiburg sind dort allerdings nicht vermerkt.
- Friedrich Scheer (* 2. November 1906 in Regensburg – † 25. November 1991),[52] emigrierte nach New York.[53] Auch in der gut dokumentierten Geschichte der Regensburger Juden von 1936 bis 1938 findet er nur eine kurze Erwähnung: „1937 hatte der 28jährige Friedrich Scheer seinen Wohnsitz nach New York verlegt. Obwohl Friedrich am 14. Februar 1938 von Amerika aus in höflicher Form nur eine harmlose Bescheinigung der Stadtverwaltung Regensburg erbeten hatte, glossierte ein anonymer Bearbeiter das Schreiben am Rand mit zwei Worten: ‚Jude‘ und ‚Vorsicht‘.“[54] In den Passagierlisten von Ellis Island ist die Ankunft eines Friedrich Scheer im Alter von 30 Jahren für das Jahr 1937 vermerkt; er hatte das Schiff Georgic benutzt und müsste somit über Großbritannien in die USA gereist sein.
- Dr. Alice Scheyer: „Die ledige Lehrerin Dr. Alice Scheyer (* 10.12.1903 in Leipzig) zog aus Berlin nach Coburg. Sie wohnte vom 27. Oktober 1934 bis 19. Dezember 1938 abwechselnd im Internat und zur Untermiete bei Plaut in der Adolf-Hitler-Str. 27. Im Dezember 1938 kehrte sie nach Berlin zurück.“[55]
In den Sammlungen des Jüdischen Museums Berlin befindet sich ein Klassenphoto, auf dem Alice Scheyer 1921 in der Obersekunda der I. Städtischen Studienanstalt abgebildet ist.[56] Aus den Zusatzinformationen zu diesem Foto ergibt sich, dass Alice Scheyer Klassenkameradin von Käthe Manasse war. Die von den beiden damals besuchte I. Städtischen Studienanstalt befand sich in Berlin-Friedrichshain.[57] Im Katalog der Deutschen Nationalbibliothek wird eine Dissertation aus dem Jahre 1933 ausgewiesen, die sich mit hoher Wahrscheinlichkeit (es gibt im Katalog in diesem Fall keine zusätzlichen Personendaten) Alice Scheyer zurechnen lässt: Diderot als universaler Denker.[58] In Artikeln über Denis Diderot finden sich im Netz vielfältige Bezüge auf diese Publikation.
- Franz Schieren (* 24. Januar 1911 in Essen-Borbeck): „Der ledige Studienassessor Franz Schieren zog am 7. Januar 1937 aus Essen nach Coburg. Er wohnte und arbeitete bis 15. Juli 1938 im Internat Hirsch. Anschließend kehrte er nach Essen-Borbeck zurück.“[59] „Franz Schieren emigrierte am 12. Januar 1938 nach Antwerpen. Hier war er Studienrat und als Sprachlehrer tätig. Offenbar ist er nach dem deutschen Überfall auf Belgien von hier aus in den Tod deportiert worden, denn in einer Liste der ermordeten Essener Juden steht auch sein Name.“[60] Franz Schieren wurde am 4. August 1942 in das KZ Auschwitz-Birkenau deportiert, wo er am 23. August 1942 verstarb.[61]
- Edwin Schottland (* 18. Dezember 1908 in Rülzheim – † 26. September 1993 in Silver Spring/USA.): „Dr. Schottland war Studienassessor und ledig, als er am 17. Mai 1934 aus Frankenthal/Pfalz nach Coburg gezogen ist um im Internat von Hermann Hirsch zu arbeiten. Am 9. April 1935 meldete er sich wieder ab und zog zurück nach Frankenthal.“[62]
Unterlagen in der University of Chicago Library legen nahe, dass Edwin Schottland Anfang der 1930er Jahre bei Arnold Sommerfeld in München studiert hat.[63] Auf einer amerikanischen Webseite wird sein akademischer Werdegang wie folgt beschrieben: Bachelor of Science, University Munich, 1931. Master of Science, University Munich, 1932. Doctor of Philosophy in Phil., University Heidelberg, 1934.[64] Diese Dissertation trägt den Titel Über die topologische Struktur der 3-dimensionalen Mannigfaltigkeiten, insbesondere der Sphäre.;[65] er soll zum Dr. rer. nat promoviert worden sein.[66]
Die zuvor zitierte amerikanische Webseite, von der die nachfolgenden Angaben stammen, behauptet, Schottland habe bis zu seiner Ausreise als Lehrer für Mathematik und Physik an Höheren Schulen unterrichtet, nennt aber keine Namen. Nach der Emigration der Familie Schottland im Jahre 1937 soll Edwin in den USA bis 1950 als Ingenieur gearbeitet haben, unterbrochen von seiner Zeit in der US-Army von 1942 bis 1945. Von 1950 bis 1985 arbeitete er als Physiker und Forschungs-Projektleiter an der Johns-Hopkins-Universität in Baltimore. Ab 1986 war er als Berater tätig.
Edwin Schottland war Mitglied der Washington Academy of Sciences, der Philosophical Society Washington, der American Physical Society und von Sigma Xi.
Seit dem 19. Mai 1946 war Edwin Schottland mit Marianne Hess-Blumenthal verheiratet. Das Ehepaar hatte zwei Söhne.[64]
 An die Familie Schottland erinnern in Frankenthal 6 Stolpersteine.[67]

## Das Ende der Schule
Das Umfeld, in dem sich Hermann Hirsch mit seiner Schule behaupten musste, war extrem nationalsozialistisch geprägt.
Dennoch wuchs die Schule (siehe die Schülerzahlen oben), und Hirsch benötigte ein weiteres Gebäude. Er mietete von einer in die Schweiz ausgewanderten Besitzerin das Haus Hohe Straße 16 an, sieht sich dabei aber erneuten Schickanen der Stadtverwaltung ausgesetzt, die versucht, das Haus für anderweitige Zwecke (angeblich für Offizierswohnungen) zu requirieren. Hirsch setzt sich durch und kann das Haus Schütz sogar käuflich erwerben, da Frau Schütz keinerlei Sympathien für die Nazis hegte.

Im Januar 1938 startet die Stadt Coburg einen letzten Versuch, die Schule zur Schließung zu zwingen; sie reklamiert fehlende Luftschutzräume. Hirsch kann ein unmittelbares Eingreifen der Stadt hinauszögern, doch dann folgt das Novemberpogrome 1938, die das Ende der Jüdischen Gemeinde und das Ende von Hermann Hirschs Jüdischer Schule einleitete.
Zu den Festgenommenen gehört auch Hermann Hirsch, und während seiner Festnahme erlässt das Kultusministerium am 14. November 1938 die Anweisung, sämtliche jüdischen Schüler vom Unterricht zu beurlauben; Berta Hirsch vollzieht die Schließung der Jüdischen Schule. Zwar erlaubt das Kultusministerium Anfang Dezember wieder die Beschulung jüdischer Schüler, doch die Schule von Hermann Hirsch steht dafür nicht mehr zur Verfügung.

## Neubeginn in Palästina
Hermann Hirsch bleibt mehrere Monate in Haft. Berta Hirsch versucht derweil in Berlin für sich und ihren Mann Ausreisepapiere für Palästina zu erhalten.

„Als sie endlich im Besitz aller notwendigen Ausreisepapiere ist, wird ihr Mann freigelassen. Das Ehepaar Hirsch muß alles im Stich lassen, um wenigstens das Leben retten zu können. Doch Kränkungen und Drohungen, Hausdurchsuchungen und Verhaftungen, Gefängnisaufenthalte und Mußhandlungen sind nicht ohne Spuren an Hermann Hirsch vorüber. Als er Deutschland 1939 verläßt, ist er körperlich und seelisch ein gezeichneter Mann.“

Die Eheleute Hirsch reisen nach Pardess Chana, heute ein Teil von Pardes Chana-Karkur. (Lage) Er übernimmt die Leitung in dem von Clara Weimersheimer gegründeten Kinderdorf »Meschek Jeladim«, in dem etwa 110 Kinder betreut wurden. Zu der Anlage gehörte außerdem eine große Landwirtschaft, eine Schule und eine Obstplantage. Doch Hirschs Gesundheit ist schwer angeschlagen. Er muss nach einem Zusammenbruch ein Sanatorium in Haifa aufsuchen, kehrt wieder nach Pardess Chana zurück, bekommt eine Lungenentzündung, von der er sich nicht mehr erholen kann, und stirbt im Januar 1942.

Berta Hirsch setzt nach dem Tod ihres Mannes die Arbeit im Kinderheim »Meschek Jeladim« noch zwei Jahre fort, unterstützt von ihrer Tochter Esther (siehe oben). Schließlich musste sie die Einrichtung an die Women’s International Zionist Organisation (WIZO) übergeben, die ein Heim für Vorschulkinder einrichtete. Berta Hirsch interessierte sich nicht für diese Arbeit und suchte sich einen neuen Wirkungskreis.

„Da ich keinesfalls in abhängige Stellung gehen wollte, lieh ich mir Kapital und fing in Nahariya am Strand ein neues Kinderheim an. Ich pachtete […] ein neu erbautes Haus und richtete es ein, von dem geliehenen Gelde. Sie müssen wissen, daß wir hier 1939 ankamen, nur mit dem, was wir auf dem Leibe trugen, unsere Sachen, Möbel usw. sind nie in Palästina angekommen. Ich bin jetzt drei Jahre hier. Zuerst hatten wir nur ein Haus in den Dünen, und jetzt haben wir schon einen blühenden Garten. Wo Wasser hinkommt, ist Gottes Segen, es wächst und blüht im Sand. Unsere 60 Kinder, zumeist Flüchtlingskinder, bebauen wieder ihren Boden hier.“

Das neue Kinderheim trug den Namen Neve Hayeled. Eines der ersten Flüchtlingskinder, das dort Zuflucht fand, war der 1938 in den Niederlanden geborene Henry Fenichel. 1944 war Nazi-Deutschland bereit gewesen, 120 jüdische niederländische Gefangene aus dem KZ Bergen-Belsen gegen von den Briten internierte deutsche Templer auszutauschen, die zuvor in Palästina gelebt hatten. Henry Fenichel und seine Mutter waren unter jenen glücklichen Gefangenen, die ausgetauscht wurden und nach Palästina einreisen konnten. Ein weiteres Kind, das in Neve Hayeled prägende Erfahrungen machte, war die spätere israelische Richterin Dalia Dorner.

„Ich selbst bin keine Holocaust-Überlebende, obwohl die Situation der Juden in der Türkei, in der ich geboren wurde, zu Beginn des Zweiten Weltkriegs, als die Deutschen siegten, nicht sehr gut war. Mein Vater befand sich in einem Arbeitslager. Er ist an Krebs erkrankt und wir sind ins Land Israel gegangen. 1944 kamen wir mit dem Zug und Bus an. Mein Vater starb wenige Tage später und wurde auf dem Ölberg begraben. Meine Mutter […] war eine Frau, die wie ein Kind war, ein Waisenmädchen, das nicht wusste, was es mit sich machen sollte. Ich und mein kleiner Bruder, ich war damals 10, wurden in einer Anstalt namens Neve Hayeled in Nahariya untergebracht. Es hat mein Leben beeinflusst, hat uns zu Zionisten erzogen und dazu, die Menschenwürde zu respektieren, und ich habe diese Werte mein ganzes Leben lang beibehalten. Übrigens, meine Ratgeberin dort war 23, als ich 10 war, und sie besuchte meine Ruhestandszeremonie am Obersten Gerichtshof, als ich 70 war.“

Die von den Hirschs in Coburg begonnene liberal-jüdische Erziehung scheint durch die Arbeit seiner Frau Berta und ihrer gemeinsamen Tochter Esther in Naharija fortgesetzt worden zu sein.